# Wacław Matyszczak
Wacław Matyszczak ps. „Wolski” (ur. 5 września 1897 w Dąbrowie, zm. ?) – podchorąży Wojska Polskiego, kawaler Orderu Virtuti Militari, leśniczy.

## Życiorys
Urodził się 5 września 1897 w Dąbrowie, w gminie Kleszczów ówczesnej guberni piotrkowskiej, w rodzinie Ignacego i Marii z Nogawskich. Był starszym bratem Juliana ps. „Lotnik” (ur. 1900), starszego majstra wojskowego, odznaczonego Medalem Niepodległości i Krzyżem Zasługi.
W czasie I wojny światowej był członkiem Polskiej Organizacji Wojskowej. Ukończył kurs podoficerski w Piotrkowie. Był dowódcą II plutonu w Komendzie Lokalnej POW w Sulmierzycach. Wyróżnił się w działaniach dywersyjnych prowadzonych we wrześniu i październiku 1918 przeciwko Niemcom. W czasie wojny z bolszewikami walczył w szeregach 25 Pułku Piechoty. Wyróżnił się męstwem 30 marca 1920 odpierając wypad bolszewików na Rohaczów. Będąc ranny w głowę, po śmierci porucznika Tadeusza Śledzikowskiego, objął dowództwo 3. kompanii, zebrał wokół siebie rozproszonych żołnierzy, uderzył na nieprzyjaciela i utrzymał się do nadejścia 1. kompanii.
W latach 30. XX wieku mieszkał w Łomiankach.

## Ordery i odznaczenia
- Krzyż Srebrny Orderu Wojskowego Virtuti Militari[7][8]
- Krzyż Niepodległości – 27 czerwca 1938 „za pracę w dziele odzyskania niepodległości”[9] zamiast uprzednio (3 czerwca 1933) nadanego Medalu Niepodległości[10][1]
- Krzyż Walecznych po raz pierwszy za służbę w POW – 1922[11][12]